# Федотов, Юрий Викторович
Ю́рий Ви́кторович Федо́тов (14 декабря 1947, Сухуми — 16 июня 2022, Вена) — российский дипломат. Чрезвычайный и полномочный посол (2001). С 2010 года по 2019 год — исполнительный директор Управления ООН по наркотикам и преступности.

## Биография
В 1971 году окончил МГИМО.
- В 1971—1974 годах — референт, старший референт, атташе Отдела переводов МИД СССР.
- В 1974—1980 годах — третий секретарь, второй секретарь Посольства СССР в Алжире.
- В 1981—1983 годах — второй секретарь в Первом африканском отделе МИД СССР.
- В 1983—1988 годах — первый секретарь, советник Посольства СССР в Индии.
- В 1988—1993 годах — советник, эксперт, заведующий отделом, заместитель начальника Управления международных организаций МИД СССР, заместитель начальника Управления Департамента международных организаций и глобальных проблем МИД СССР/России.
- В 1994—1999 годах — старший советник, заместитель, первый заместитель постоянного представителя Российской Федерации при ООН в Нью-Йорке.
- В 1999—2002 годах — директор Департамента международных организаций МИД России.
- В 2002—2005 годах — заместитель министра иностранных дел Российской Федерации[1][2][3].
- С 9 июня 2005 по 27 августа 2010 года — чрезвычайный и полномочный посол Российской Федерации в Великобритании[4][5].
- С 13 сентября 2010 года по 2019 год — заместитель генерального секретаря ООН, исполнительный директор Управления по наркотикам и преступности ООН.

Скончался 16 июня 2022 года в возрасте 74 лет.

## Награды
- Орден Дружбы (22 марта 2004) — за большой вклад в разработку и реализацию внешнеполитического курса Российской Федерации[6]
- Благодарность президента Российской Федерации (25 октября 2004) — за заслуги в реализации внешнеполитического курса Российской Федерации[7]
- Заслуженный работник дипломатической службы Российской Федерации (11 февраля 2008) — за большой вклад в реализацию внешнеполитического курса Российской Федерации, многолетнюю безупречную дипломатическую службу[8]
- Почётный работник Министерства иностранных дел Российской Федерации.

## Дипломатический ранг
- Чрезвычайный и полномочный посланник 2 класса (8 февраля 1993)[9]
- Чрезвычайный и полномочный посланник 1 класса (3 марта 1997)[10]
- Чрезвычайный и полномочный посол (22 января 2001)[11]